# Terence Tao

Terence Tao (2021)

Terence „Terry“ Chi-Shen Tao (chinesisch 陶哲軒 / 陶哲轩, Pinyin Táo Zhéxuān; * 17. Juli 1975 in Adelaide) ist ein australisch-US-amerikanischer Mathematiker und Fields-Medaillen-Preisträger. Seit 2000 ist er Mathematikprofessor an der University of California, Los Angeles.

## Leben

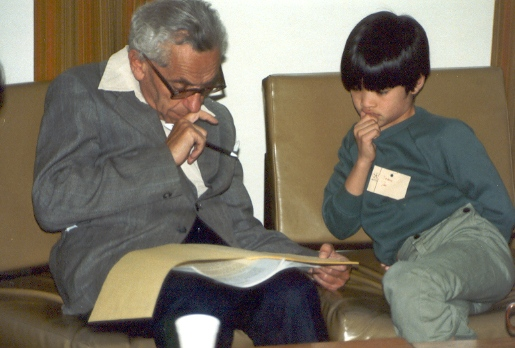
Paul Erdős und Terence Tao (1985)

Tao wurde als mathematisches Wunderkind bekannt. Er erreichte mit acht Jahren ein SAT-Testresultat im mathematischen Teil, das einem überdurchschnittlichen Studienanfänger entspricht (760 Punkte). Im Alter von zehn Jahren war er 1986 der bisher jüngste Teilnehmer bei der Internationalen Mathematik-Olympiade, bei der er in dem Jahr eine Bronzemedaille gewann. Es folgten eine Silbermedaille 1987 und eine Goldmedaille 1988, womit er bis heute der jüngste Gewinner aller drei Medaillenarten ist.
Tao besuchte in Australien die Flinders University und schloss sein Studium dort im August 1992, im Alter von 17 Jahren, mit einem Master ab. Im Anschluss ging er als Doktorand an der Princeton University, wo er 1996 bei Elias Stein promoviert wurde (Titel der Dissertation: Three Regularity Results in Harmonic Analysis). Seit dem Jahr 2000 ist er Professor an der University of California, Los Angeles.
Seine Ehefrau Laura ist Elektroingenieurin am Jet Propulsion Laboratory. Sie leben zusammen mit ihrem Sohn William und ihrer Tochter Madeleine in Los Angeles.
Neben der australischen hat er die US-Staatsbürgerschaft.

## Leistungen
Tao ist ein sehr vielseitiger Mathematiker, der auf den unterschiedlichsten Gebieten (Analytische Zahlentheorie, Harmonische Analysis, Kombinatorik, Partielle Differentialgleichungen u. a.) bedeutende Fortschritte erzielte. Besondere Beachtung in der mathematischen Gemeinschaft fand sein Beweis, dass es beliebig lange arithmetische Folgen von Primzahlen gibt, den er 2004 zusammen mit Ben Green aufstellte (Satz von Green-Tao). Die längste (2020) bekannte arithmetische Folge von Primzahlen hat die Länge 27.
Mit Emmanuel Candès begründete er 2004 (unabhängig von David Donoho) das Forschungsgebiet des Compressed Sensing (Rekonstruktion von Signalen aus wenigen zufällig angeordneten Proben).
Mit Nets Katz zeigte er, dass die Minkowski-Dimension von Besikowitsch-Mengen (in denen Strecken von Einheitslänge in jeder beliebigen Orientierung liegen) in n-dimensionalen euklidischen Räumen (nach der Kakeya-Vermutung {\displaystyle n}) mindestens {\displaystyle (2-{\sqrt {2}})(n-4)+3} ist. Sie verbesserten damit eine zuvor bewiesene untere Schranke von Thomas Wolff. Mit Katz und Izabella Laba fand er zuvor im dreidimensionalen Fall die bisher beste untere Schranke.
2014 veröffentlichte er einen Beweis, dass eine gemittelte Version der Navier-Stokes-Gleichung in drei Dimensionen glatte Lösungen mit Blowup (Divergenz) in endlicher Zeit hat. Er skizzierte auch ein Programm eines ähnlichen Vorgehens bei den vollen Navier-Stokes-Gleichungen in drei Dimensionen (eines der Millennium-Probleme).
Von ihm und Mitarbeitern („I-Team“ mit James Colliander, Markus Keel, Gigliola Staffilani, Hideo Takaoka) stammen eine Reihe von bedeutenden Resultaten und neuen Techniken bei der nichtlinearen Schrödingergleichung und anderen dispersiven nichtlinearen partiellen Differentialgleichungen. Ein weiteres Forschungsgebiet, das in der Laudatio für die Fields-Medaille hervorgehoben wurde, sind seine Arbeiten über Wellen-Abbildungen (wave maps), die einen Hintergrund in den Wellenlösungen der Gleichungen der Allgemeinen Relativitätstheorie haben, die als schwer angreifbar gelten und für die wave-maps als vereinfachte Näherungsprobleme aufgefasst werden können.
Mit Van H. Vu veröffentlichte er 2006 und 2010 einen Beweis des Kreisgesetzes für die Verteilung der Eigenwerte von Zufallsmatrizen.
Mit Allen Knutson trug er zur Lösung der Vermutung von Horn bei, die die Spektren der Summe hermitescher Matrizen durch die Spektren der Summanden beschreibt.
2012 gelang ihm ein Fortschritt in Hinblick auf die Goldbachsche Vermutung, indem er bewies, dass jede ungerade Zahl {\displaystyle n>1} Summe von höchstens fünf Primzahlen ist.
2015 bewies er die Diskrepanz-Vermutung von Paul Erdős. Das entstand aus seiner Beteiligung am Polymath-Projekt.
2019 gelang ihm ein bedeutender Fortschritt beim Collatz-Problem.
Er ist für seinen mathematischen Blog bekannt, dessen Beiträge auch in mehreren Büchern veröffentlicht wurden.

## Ehrungen
- 1999 Sloan Research Fellowship
- 2000 Salem Prize
- 2002 Bôcher Memorial Prize
- 2003 Clay Research Award
- 2005 Levi-L.-Conant-Preis mit Allen Knutson
- 2005 Australian Mathematical Society Medal
- 2005 Ostrowski-Preis mit Ben Green wurde ihm 2005 gemeinsam mit Ben Green verliehen.
- 2006 Fields-Medaille, die als höchste Auszeichnung auf dem Gebiet der Mathematik gilt
- 2006 SASTRA Ramanujan Prize
- 2006 hielt er einen Plenarvortrag auf dem Internationalen Mathematikerkongress in Madrid (The Dichotomy between structure and randomness, arithmetic progressions and the primes).
- 2006 MacArthur Fellow
- 2008 Alan T. Waterman Award
- 2008 Onsager Medal
- 2010 King Faisal International Prize[19] mit Enrico Bombieri
- 2010 Nemmers-Preis für Mathematik[20]
- 2010 George-Pólya-Preis
- 2010 Ehrenmitglied der London Mathematical Society
- 2012 Crafoord-Preis mit Jean Bourgain
- 2011/12 und 2012/13 war er im Abel-Preis-Komitee.
- 2014 Breakthrough Prize in Mathematics zugesprochen für verschiedene wegweisende Beiträge zu harmonischer Analysis, Kombinatorik, partiellen Differentialgleichungen und analytischer Zahlentheorie (Laudatio).[21]
- 2014 Royal Medal der Royal Society
- 2018 war er im Preiskomitee der Fields-Medaille.
- 2020 Prinzessin-von-Asturien-Preis in der Kategorie "Wissenschaft".[22]
- 2020 Bolyai-Preis[23]
- 2021 IEEE Jack S. Kilby Signal Processing Medal
- 2022 Grande médaille de l’Académie des sciences
- 2024 Colloquium Lecture der American Mathematical Society

Er ist Fellow der Royal Society, der National Academy of Sciences, der American Mathematical Society, der American Philosophical Society und der Australian Academy of Science.

## Schriften

### Bücher
- Solving Mathematical Problems: A personal perspective. Deakin University Press, Geelong, Vic. 1992, ISBN 0-7300-1365-0.

- spätere erheblich erweiterte Auflage: Solving Mathematical Problems. Oxford University Press 2006, ISBN 0-19-920560-4.

- Analysis I. Hindustan Books 2006, ISBN 81-85931-62-3.
- Analysis II. Hindustan Books 2006, ISBN 81-85931-62-3.
- mit Van Vü: Additive Combinatorics, Cambridge University Press 2006.
- Nonlinear dispersive equations: local and global analysis, CBMS regional series in mathematics, 2006.
- Structure and randomness: Pages from Year One of a Mathematical Blog, AMS 2008.
- Poincaré’s Legacies: Pages from Year Two of a Mathematical Blog, American Mathematical Society (AMS), 2009.
- An Epsilon of Room: Pages from Year Three of a Mathematical Blog, I. AMS 2010, ISBN 978-0-8218-5278-1 (wordpress.com PDF).
- An Epsilon of Room: Pages from Year Three of a Mathematical Blog, II. AMS 2011, ISBN 978-0-8218-5280-4 (wordpress.com PDF).
- An Introduction to Measure Theory. AMS 2011, ISBN 978-0-8218-6919-2 (wordpress.com PDF).
- Topics in Random Matrix Theory. AMS 2012, ISBN 978-0-8218-7430-1 (wordpress.com PDF).
- Higher Order Fourier Analysis. AMS 2012, ISBN 978-0-8218-8986-2 (wordpress.com PDF).
- Compactness and Contradiction. AMS 2013, ISBN 978-0-8218-9492-7 (wordpress.com PDF).
- Komplexität und Universalität, e-enterprise, ISBN 978-3-945059-14-2, Lemgo, 2014.
- Hilbert’s Fifth Problem and Related Topics, American Mathematical Society, 2014
- Expansion in Finite Simple Groups of Lie Type, American Mathematical Society, 2015

### Aufsätze und Journalpublikationen
- Knutson, Tao: Honeycombs and the sums of hermitean matrices. Notices AMS 2001, Heft 2, PDF, gewann den Conant-Preis
- Tao: From rotating needles to stability of waves: emerging connections between combinatorics, analysis and PDE, Notices AMS 2001, Heft 3, PDF.
- Green, Tao: Primes contain arbitrary long arithmetic progressions, Annals of Mathematics, Band 167, 2008, S. 481–547, arxiv:math/0404188 2004, Beweis der Existenz beliebig langer arithmetischer Folgen von Primzahlen